# Petar Miloševski
Petar Miloševski (Bitola, 6 de diciembre de 1973 - Kumanovo, 13 de marzo de 2014) fue un futbolista macedonio que jugaba en la demarcación de portero.

## Biografía
Debutó como futbolista en 1989 con el FK Pelister Bitola. Dos años después de su debut, ganó junto al club la Copa de Macedonia en 1991. Tras ocho temporadas, en 1997 fichó por el FK Vardar hasta 1998, año en el que ganó de nuevo la Copa de Macedonia. Al finalizar la temporada viajó a Turquía para fichar por el Trabzonspor. Tras un paso por el Malatyaspor y por el Akçaabat Sebatspor, Miloševski fue traspasado al Enosis Neon Paralimni chipriota en 2005 para las siete temporadas siguientes. Finalmente en 2012 se retiró como futbolista.
Falleció el 13 de marzo de 2014 en Kumanovo, debido a un accidente de tráfico, a los 40 años de edad.

## Selección nacional
Jugó un total de 60 partidos con la selección de fútbol de Macedonia del Norte. Hizo su debut el 25 de marzo de 1998, en un partido amistoso contra Bulgaria, partido que finalizó por 1-0 a favor del combinado macedonio. Durante su estancia en la selección jugó las fases previas de Eurocopas y Copas del Mundo, pero nunca llegó a clasificarse.

## Clubes
| Club                  | País                | Año         | Partidos |
| --------------------- | ------------------- | ----------- | -------- |
| FK Pelister Bitola    | Macedonia del Norte | 1989 - 1997 | ¿?       |
| FK Vardar             | Macedonia del Norte | 1997 - 1998 | ¿?       |
| Trabzonspor           | Turquía             | 1998 - 2000 | 60       |
| Malatyaspor           | Turquía             | 2000 - 2004 | 62       |
| Akçaabat Sebatspor    | Turquía             | 2004 - 2005 | 12       |
| Enosis Neon Paralimni | Chipre              | 2005 - 2012 | 154      |

## Palmarés

### Campeonatos nacionales
| Título            | Club               | País                | Año  |
| ----------------- | ------------------ | ------------------- | ---- |
| Copa de Macedonia | FK Pelister Bitola | Macedonia del Norte | 1991 |
| Copa de Macedonia | FK Vardar          | Macedonia del Norte | 1998 |